# Ranunculus crymophilus
Ranunculus crymophilus är en ranunkelväxtart som beskrevs av Pierre Edmond Boissier och Hohen.. Ranunculus crymophilus ingår i släktet ranunkler, och familjen ranunkelväxter. Utöver nominatformen finns också underarten R. c. merovensis.